# James Cullen
Pour les articles homonymes, voir Cullen.
James Cullen, né le 19 avril 1867 à Drogheda et décédé le 7 décembre 1933 , était un prêtre jésuite irlandais et mathématicien. 
Il étudie les mathématiques au Trinity College, Dublin pendant un temps, mais se tourne finalement vers la théologie et est ordonné prêtre le 1er juillet 1901.
En 1905, il enseigne les mathématiques au Mount St. Mary's College dans le Derbyshire et publie ses découvertes aujourd'hui connues sous le nom de « nombre de Cullen » dans la théorie des nombres.